# Byrkskäret
Byrkskäret är en ö i Finland. Den ligger i Norra kvarken och i kommunen Nykarleby i den ekonomiska regionen  Jakobstadsregionen i landskapet Österbotten, i den västra delen av landet. Ön ligger omkring 47 kilometer nordöst om Vasa och omkring 390 kilometer norr om Helsingfors.
Öns area är 41,8 hektar och dess största längd är 1,5 kilometer i nord-sydlig riktning. Ön höjer sig omkring 10 meter över havsytan.